# Brandenburg-Pruisen
Brandenburg-Pruisen (Duits: Brandenburg-Preußen) is de benaming voor het keurvorstendom Brandenburg en het hertogdom Pruisen in de periode dat deze staten in personele unie werden geregeerd, van 1618 tot 1701.
Pruisen werd, na de secularisering van de Duitse Orde, sinds 1525 als een hertogdom geregeerd door een tak van het huis Hohenzollern, evenals Brandenburg. Toen de Pruisische Hohenzollern met Albrecht Frederik in 1618 uitstierven, viel Pruisen toe aan de Brandenburgse tak in de persoon van Johan Sigismund. Brandenburg, het zwaartepunt van deze dubbelstaat, behoorde tot het Heilige Roomse Rijk, terwijl Pruisen formeel tot Polen behoorde.
Pruisen werd in 1701 tot koninkrijk verheven. Sindsdien wordt het gehele Hohenzollern-rijk doorgaans kortweg Pruisen genoemd.

## Oprichting onder Johan Sigismund

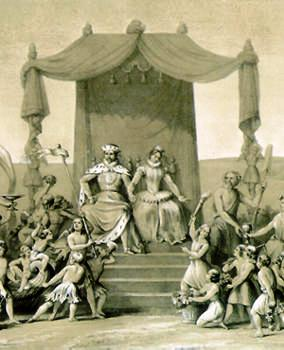
Een 19e-eeuwse allegorie van het huwelijk van Johan Sigismund van Brandenburg met Anna van Gulik

In 1594 trouwde Anna, de jonge dochter van Albrecht Frederik van Pruisen, met Johan Sigismund, de zoon van Joachim Frederik, keurvorst van Brandenburg. Door dat huwelijk werd Sigismund de erfopvolger van het hertogdom Pruisen en de Gulik-Kleef-Berg. Na de dood van George Frederik I van Brandenburg-Ansbach in 1603, regent van Pruisen in naam van de depressieve Albert Frederik van Pruisen, verkreeg Joachim Frederik het regentschap over het hertogdom Pruisen. In 1603 werd het Verdrag van Gera gesloten door de leden van het huis Hohenzollern, met als doel dat de gebieden in de toekomst niet verdeeld zouden worden.
Johan Sigismund, keurvorst van Brandenburg sinds 1608, erfde het hertogdom Pruisen na de dood van Albert Frederik in 1618. Het hertogdom bleef een leen van de Poolse kroon tot 1656/7. Toen Johan Sigismund in 1616 een beroerte kreeg, waarna hij zowel lichamelijk als geestelijk gehandicapt was, nam zijn vrouw Anna het bestuur over. In 1619 overleed Johan Sigismund op 47-jarige leeftijd aan de gevolgen van een tweede beroerte.

## George Willem

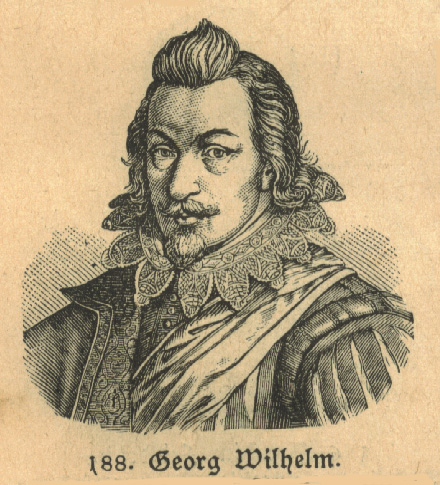
George Willem van Brandenburg

Van 1619 tot 1640 was George Willem keurvorst van Brandenburg en hertog van Pruisen. Hij probeerde de macht van het keurvorstendom Saksen in het Opper-Saksische Kreits te breken, maar dat mislukte. De Brandenburgs-Saksische kwestie zorgde ervoor dat het leger dat de kreits moest bewaken niet goed meer werkte. Het leger werd tijdens de Dertigjarige Oorlog omver gelopen door de troepen van Albrecht von Wallenstein. De tactiek van George Willem om te beweren dat hij de troepen van Wallenstein niet zou aanvallen, zorgde ervoor dat het katholieke kamp in 1627 de Vrede van Koningsbergen moest accepteren. Zweden nam na het sluiten van het Verdrag van Stettin deel aan de oorlog. De Slag bij Frankfurt an der Oder werd in het voordeel van Brandenburg beslist. George Willem gebruikte opnieuw de claim van militaire neutraliteit om onder de oorlog uit te komen. Gustaaf II Adolf van Zweden zorgde ervoor dat George Willem zijn bondgenoot werd. Zweden bezette grote delen van Brandenburg-Pruisen en stuurde een leger naar de stadswallen van Berlijn. George Willem sloot geen bondgenootschap, maar hij besloot privileges, twee kastelen en geld aan Zweden over te dragen. De katholieke troepen verwoestten hierop Brandenburg en de andere gebieden van de Hohenzollern.

## "Groot Keurvorst", Frederik Willem
Tijdens de Dertigjarige Oorlog werd George Willem opgevolgd door zijn zoon Frederik Willem, bijgenaamd de Grote Keurvorst (Der Große Kurfürst). Het karakter van de jonge keurvorst werd bepaald door het calvinisme, waar hij kennis mee had gemaakt tijdens een lang verblijf in de Republiek der Zeven Verenigde Nederlanden tijdens zijn grand tour en de gebeurtenissen tijdens de Dertigjarige Oorlog. Het overleg met zijn oom Gustaaf II Adolf van Zweden tijdens het verdrag van Stettin in Pommeren in 1630 had veel invloed op zijn latere leven.

### Gevolgen van de Dertigjarige Oorlog

Frederik Willem, "Groot Keurvorst" van Brandenburg-Pruisen

Frederik Willem I van Brandenburg nam het bestuur van Brandenburg-Pruisen over tijdens een politieke, economische en demografische crisis midden in een oorlog. Na de opvolging gaf de nieuwe keurvorst weinig aandacht aan het Brandenburgse leger, maar dit veranderde in 1643/44. Of Frederik Willem een militair neutraliteitsverdrag met Zweden overeenkwam, is niet duidelijk. Het document uit 1641 bestaat en is nog niet als een falsificatie bestempeld.
De Zweedse troepen vielen het noorden van Duitsland aan en na het Verdrag van Bärwalde, gesteund door bondgenoot Frankrijk en bij de Vrede van Westfalen in 1648, behield Zweden zijn machtspositie. Zweden bestuurde het gebied rond de Oostzee door de bezittingen aan de kustlijn ("dominium maris baltici"). De ambities van Frederik Willem waren om het gebied in het estuarium van de Oder met Stettin in Zweeds-Pommeren in het bijzonder.
De markgraaf van Brandenburg bewoog zich in het Brandenburg-Pommerse conflict noordwaarts richting de Oostzee. Het Verdrag van Grimnitz in 1529 zorgde ervoor dat Brandenburg de successierechten van het hertogdom Pommeren verkreeg na het uitsterven van het huis Pommeren. Dit gebeurde na de dood van de laatste hertog van Pommeren Bogislaw XIV in 1637. Bij het verdrag van Stettin had Bogislaw XIV een deel van het gebied van het hertogdom overgedragen aan Zweden. Na de dood van Bogislaw XIV wilde Zweden geen gehoor geven aan de Brandenburgse claim. Het Verdrag van Westfalen verdeelde het hertogdom Pommeren tussen Brandenburg en Zweden. De grenzen die bepaald waren bij het verdrag van Stettin bleven geldig. Zweden behield het westelijke deel inclusief de benedenloop van de Oder (Zweeds-Pommeren) terwijl Brandenburg het oostelijke deel (Achter-Pomerania) bemachtigde. Frederik Willem was teleurgesteld door de uitkomst en het verkrijgen van Zweeds-Pommeren en daarmee geheel Pommeren werd een van de hoofddoelen van de buitenlandse politiek.
Bij de Vrede van Pommeren werd Frederik Willem gecompenseerd voor West-Pommeren door het verkrijgen van het bisdom Halberstadt en het vorstendom Minden en de successierechten van het aartsbisdom Maagdenburg werd geseculariseerd tot het hertogdom Maagdenburg. Met het verkrijgen van Halberstadt verkreeg Brandenburg-Pruisen een aantal kleinere gebieden: de heerlijkheid Derenburg, het graafschap Regenstein, de heerlijkheid Klettenberg en de heerlijkheid Lohra. Dit werd veroorzaakt doordat Frankrijk de machtsbalans niet wilde laten doorslaan naar de Habsburgers die de gebieden naast Pruisen in bezit hadden. Frederik Willem vond dit probleem rond deze gebieden minder belangrijk dan West-Pommeren omdat het gebied een territoriale eenheid zou worden.

### Verwoesting
Van alle Brandenburgse bezittingen had het Markgraafschap Brandenburg tijdens de Dertigjarige Oorlog het meest te lijden gehad. Vóór de oorlog was het gebied al dunbevolkt en de bevolking arm in vergelijking met de rest van het Heilige Roomse Rijk. De oorlog had in het markgraafschap 60 steden, 48 kastelen en 5.000 dorpen verwoest. Ongeveer de helft van de bevolking was omgekomen en in sommige gebieden had slechts tien procent de oorlog overleefd. De bevolking was afgenomen van 300.000 voor de oorlog tot 75.000 na de oorlog. In belangrijke steden zoals Berlijn en Frankfurt an der Oder, overleefde een derde van de bevolking de oorlog. Sommige gebieden waren door de oorlog totaal verwoest. In Pommeren overleefde een derde de oorlog. Maagdenburg, vóór de oorlog een van de rijkste gebieden van het rijk, was na het beleg zo goed als van de kaart geveegd: de stad was geheel afgebrand en de bevolking gedood. Het minst zwaar getroffen was het hertogdom Pruisen, waar de oorlog slechts drie jaar gewoed had.
Ondanks de pogingen om het gebied weer te bevolken, duurde het tot in het midden van de achttiende eeuw voordat het bevolkingsaantal weer op het peil van vóór de oorlog was.

### Angst voor een oorlog in het Rijnland

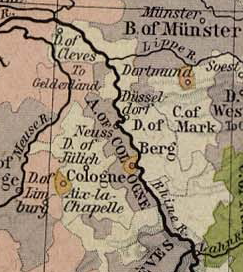
Kaart van de Nederrijnse gebieden

In juli 1651 brak Frederik Willem met de afspraken van de Vrede van Westfalen door het hertogdom Gulik binnen te vallen vanuit het naastgelegen Kleef. Het Verdrag van Xanten had een einde gemaakt aan de Gulik-Kleefse Successieoorlog tussen Brandenburg en de Paltsgraaf van Palts-Neuburg. In 1614 werden de verenigde hertogdommen Gulik-Kleef-Berg verdeeld tussen de vechtende partijen. Gülik-Berg werd bestuurd door de katholieke paltsgraaf van Palts-Neuburg en Kleef-Mark-Ravensberg werd bestuurd door de protestante markgraaf van Brandenburg. Na de Dertigjarige Oorlog schond ook Wolfgang Willem van Palts-Neuburg de afspraken. Deze afspraken waren in het voordeel van de protestanten en Frederik Willem wilde ook dat het akkoord in stand bleef. Ondanks de religieuze motieven zorgde de actie van Frederik Willem voor gebiedsuitbreiding.
Het conflict had de potentie om uit te groeien tot een nieuwe internationale oorlog. Wolfgang Willem wilde het nog niet gedemilitariseerde leger van Lotharingen dat nog steeds in de regio actief was, ondanks de Vrede van Westfalen. Lotharingen bleef interveniëren in de Pruisische zaak. Frederik Willem zocht vervolgens steun bij de Republiek der Zeven Verenigde Nederlanden. Later volgde het verlaten van de neutraliteitspolitiek en dit gaf geen steun aan de campagne van Frederik Willem. Hij werd vervolgens gehinderd door de rijksstanden en de lagere standen. Frederik Willem kreeg geen steun. Hij raakte daarna politiek geïsoleerd en zag af van de campagne. Het conflict werd beëindigd door het Verdrag van Kleef (1666), dat in oktober 1651 door keizerlijke onderhandelaars werd bereikt. Het onderliggende religieuze dispuut werd in 1672 opgelost. Omdat het militaire conflict werd ontweken en het leger van Brandenburg-Pruisen verzwakt was, haalde dit de reputatie van Frederik Willem omlaag.

### Staand Leger

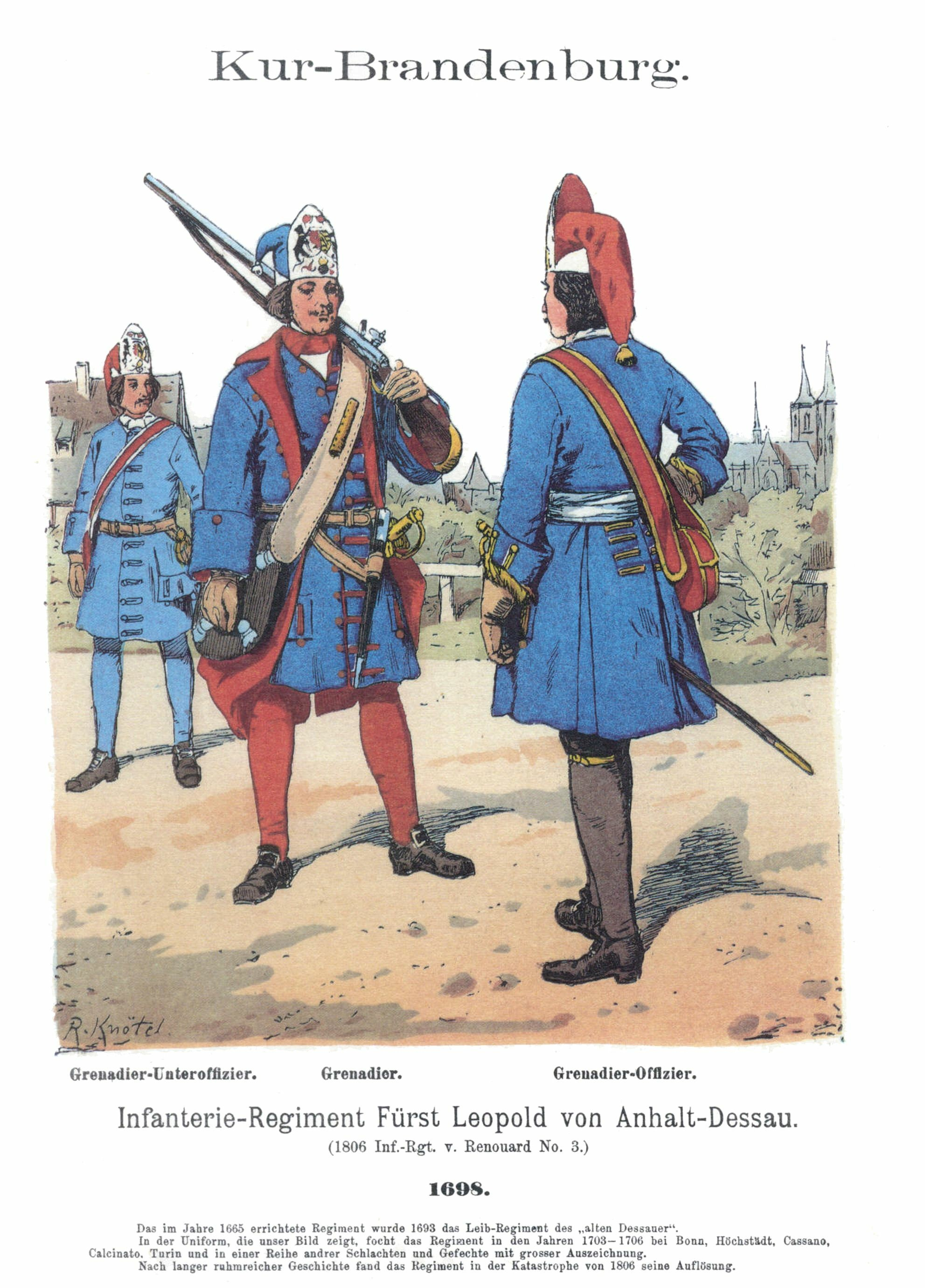
Uniformen van het Brandenburg-Pruisische Leger in 1698

Tijdens de oorlog was Frederik Willem ervan overtuigd geraakt dat Brandenburg-Pruisen een staand leger nodig had. Traditioneel was het een privilege van de ridderstand om een militaire reserve te bekostigen en te financieren. Frederik Willem ontwikkelde een staand leger dat onafhankelijk van de eerste stand gefinancierd werd. Hij verkreeg de mensen en de benodigde financiële middelen van de ridders wat leidde tot een leidend decreet op 26 juli 1653. In plaats daarvan bevestigde hij een aantal privileges van de ridders inclusief belastingheffing en de aanstelling en de rechtvaardiging van de politiemacht in hun hove (*Patrimonialgerichtsbarkeit) en het houden van horigheid (Leibeigenschaft, Bauernlegen).
Uiteindelijk moesten de ridders maar zes jaar beperkt bijdragen. Frederik Willem ging hier niet mee akkoord en hij dwong de ridders om bij te blijven betalen. Hij richtte een ministerie van Financiën op om de bijdragen te regelen. De bijdragen van de ridders werden in 1662 bevestigd. Het ministerie werd in 1666 hervormd en er werd geen belasting geïnd op  onroerendgoedbezit, maar belasting naar stand. Vanaf 1657 hoefden de steden geen soldaten te leveren maar ze moesten wel financieel bijdragen aan het leger. De ridderstand hoefde geen soldaten te leveren en ook geen financiële bijdrage meer te leveren. De omvang van het leger groeide van 8.000 manschappen naar 25.000 en 30.000 manschappen in 1688. Frederik Willem behaalde zijn tweede doel om het leger onafhankelijk van de standen te maken. In 1688 waren de militaire kosten tot 1.500.000 taler in de staatskas. Er ontstond een solide basis voor een leger onafhankelijk van de ridders; het doel van de hervormingen van Frederik Willem. Dit militaire succes was de enige manier om de reputatie te laten stijgen.

### Tweede Noordse Oorlog

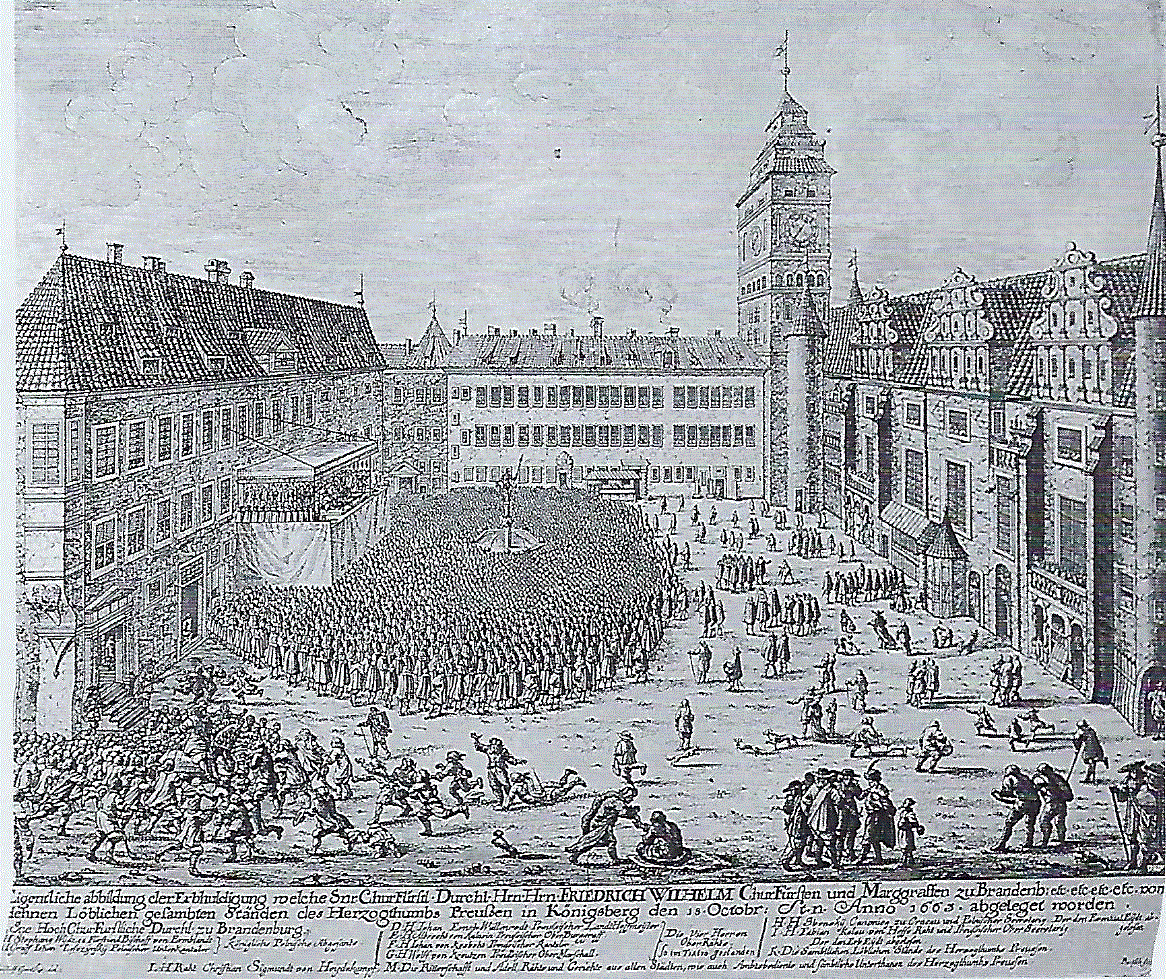
De Pruisische ridders betalen tribuut aan de soevereine vorst Frederik Willem I van Brandenburg in het Slot van Koningsbergen 1663.

De Zweedse invasie van het Pools-Litouwse Gemenebest in het volgende jaar ontketende de Tweede Noordse Oorlog. Frederik Willem bood aan om de steden in het koninklijk Pruisen te beschermen door het Verdrag van Rinsk te sluiten. Bij het verdrag werd overeengekomen dat de Zweedse troepen zich moesten verwijderen uit het koninklijk Pruisen. Gedwongen door de opmars van de Zweedse troepen naar de Pruisische hoofdstad Königsberg, sloot Frederik Willem een vredesverdrag met Zweden. Frederik Willem verkreeg het hertogdom Pruisen en het Emsland als vazallen van Karel X Gustaaf van Zweden bij het Verdrag van Koningsbergen in 1656. Het bondgenootschap zorgde voor een overwinning in de Slag bij Warschau in juni 1656 die zorgde voor een internationale reputatie van de keurvorst. Toenemende druk op Karel X Gustav zorgde ervoor dat Frederik Willem de volledige soevereiniteit in het hertogdom Pruisen en het Emsland terugkreeg in november bij het Verdrag van Labiau. Het verdrag was de basis om het bondgenootschap voort te zetten. Het Verdrag van Lübeck werd in december gesloten tussen Zweden en zijn bondgenoten met als gevolg dat Groot-Polen naar Brandenburg-Pruisen ging.
De anti-Zweedse coalitie was aan de winnende hand. Frederik Willem veranderde van kamp en sloot een bondgenootschap met Jan II Casimir van Polen die de soevereiniteit van Pruisen en het Emsland garandeerde met het Verdrag van Bromberg in 1657. Het hertogdom Pruisen zou weer deel worden van het koninkrijk Polen als het huis Hohenzollern zou uitsterven. De souvereiniteit van het hertogdom Pruisen werd verzekerd door het Verdrag van Oliva in 1660. De campagne van Brandenburg-Pruisen in Zweeds-Pommeren resulteerde niet in het permanent verkrijgen van het gebied wat Frederik Willems grote doel was.

### Hollandse Oorlog en Schoonse Oorlog
In 1672 brak de Hollandse Oorlog uit en Brandenburg-Pruisen was hierin een bondgenoot van de Republiek. Het bondgenootschap ontstond uit een vredesverdrag in 1669 dat Frankrijk had gesloten en waarbij Brandenburg-Pruisen het hertogdom Kleef verkreeg. In juni 1673 ontbond Frederik Willem het bondgenootschap met de Republiek. Frederik Willem sloot een verdrag met Frankrijk, dat op zijn beurt troepen terugtrok uit Kleef. Toen het Heilige Roomse Rijk de oorlog verklaarde aan Frankrijk (Reichskrieg) veranderde Brandenburg-Pruisen opnieuw van bondgenootschap. Frankrijk voerde de druk op zijn bondgenoot Zweden op om Brandenburg-Pruisen vanuit het noorden aan te gaan vallen. Karel XI van Zweden was afhankelijk van Franse financiële steun en bezette daarom de regio Uckermark in 1674. Frederik Willem verplaatste als reactie daarop zijn troepen van de Rijn naar Noord-Brandenburg. Daarbij stuitte hij op Zweedse troepen die door een moeras aan het trekken waren. Dit leidde tot de Slag bij Fehrbellin in 1675. De slag had militair gezien weinig waarde, maar had wel een symbolische waarde. De grote keurvorst achtervolgde de terugtrekkende troepen door Zweeds-Pommeren.

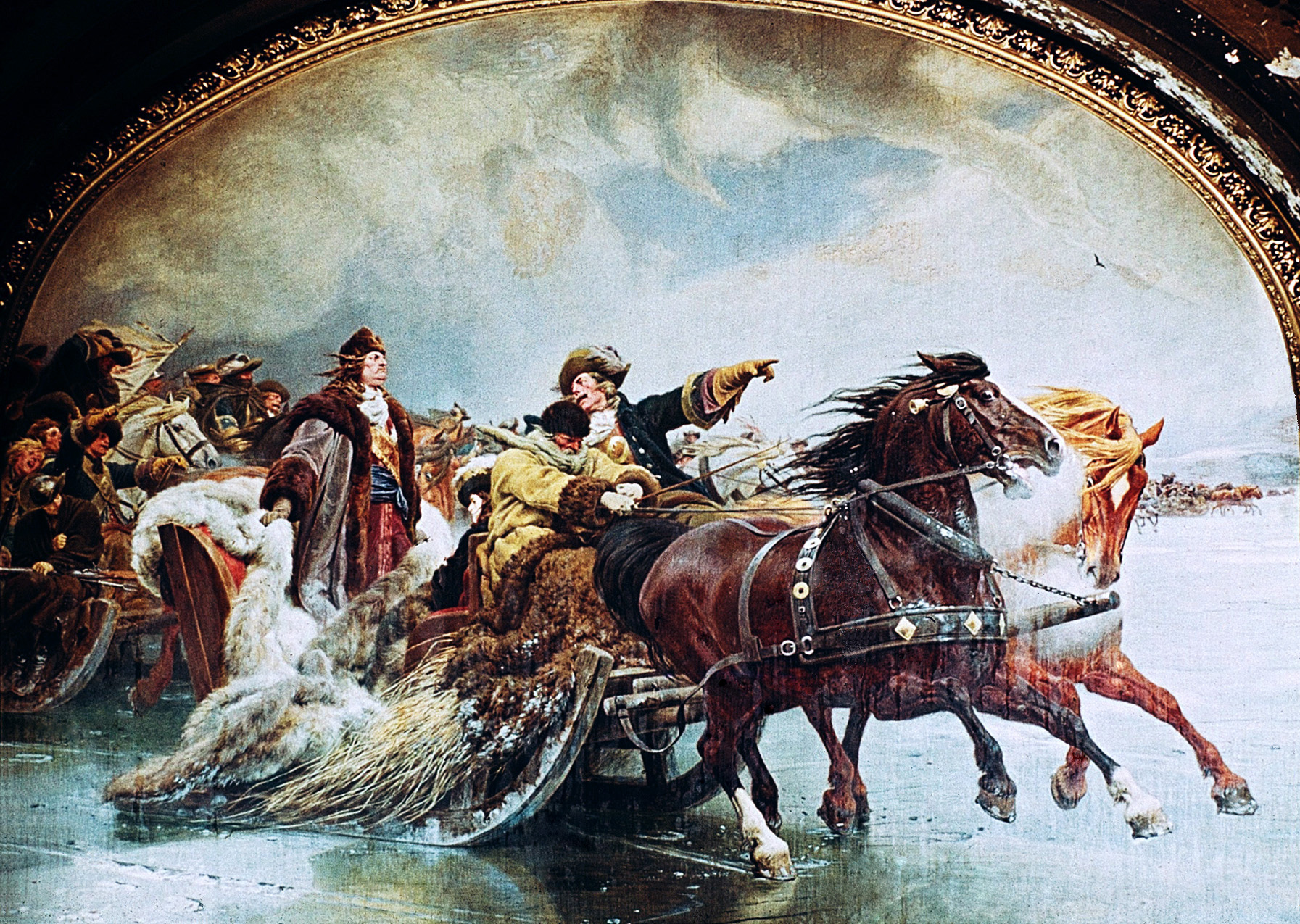
De Grote Sleerit in 1678: Frederik Willem I van Brandenburg achtervolgde de Zweedse troepen door de bevroren Koerse Schoorwal; fresco door Wilhelm Simmler, ca. 1891

De Poolse koning Jan III Sobieski wilde de Poolse soevereiniteit over het hertogdom Pruisen herstellen en hiervoor sloot hij een alliantie met de Fransen op 11 juni 1675. De Fransen beloofden Polen te steunen. Polen zou Frankrijk toestaan troepen in het Pools-Litouwse Gemenebest te rekruteren. De Hongaarse opstandelingen zouden gesteund worden om de aandacht af te leiden van de Habsburgse strijd tegen de Fransen in de Hollandse Oorlog. Om het plan te laten slagen, moest eerst de Pools-Ottomaanse Oorlog afgelopen zijn. Franse diplomatie zorgde er niet voor dat er veel vorderingen werden gemaakt. Sobieski werd tegengewerkt door de paus en door Poolse heren die de Ottomanen als een groot gevaar zagen en door magnaten die verbannen waren uit Berlijn en Wenen. Verzet in Polen om iets tegen de Protestante Hongaarse opstandelingen te doen, zorgde ervoor dat het Verdrag van Żurawno in 1676 een eind maakte aan de Pools-Ottomaanse Oorlog en hiermee was het plan voor een Pruisische campagne van de baan.
In 1678 vocht Frederik Willem de Slag bij Stralsund waarbij hij de Zweden uit Zweeds-Pommeren verdreef en het gebied grotendeels bezette. Het enige gebied wat hij niet beheerste, was het door Denemarken-Noorwegen bezette Rugen. Dit werd gevolgd door een aantal successen tegen Zweden waarbij hij de regio Pruisen van Zweden wist te bemachtigen, wat bekendstaat als de Grote Sleerit. De Hollandse Oorlog werd beëindigd door Lodewijk XIV van Frankrijk die de Vredesverdragen van Nijmegen  sloot. Hij verplaatste zijn troepen naar het oosten om Zweden te ontzetten. Lodewijk XIV dwong Frederik Willem tot een Status quo ante bellum bij het Verdrag van Saint-Germain-en-Laye in 1679. De Schoonse Oorlog had Frederik Willem zijn territorium iets uitgebreid. Dit was een stuk grond wat voorheen onderdeel was van Zweeds-Pommeren aan de rechteroever van de Oder bij het gebied in Pommeren gevoegd dat in 1653 al onderdeel waren van Brandenburg-Pruisen en dit versterkte het prestige van de keurvorst.

## Frederik III
In de laatste jaren van de regeerperiode van Frederik Willem I, de vader van Frederik III, waren de vriendschappelijke relaties met Frankrijk die ontstonden na het Verdrag van Saint-Germain-en-Laye in 1679 ondertussen bekoeld onder andere door het Edict van Potsdam die een einde maakte aan de Hugenotenkwestie. In 1686 keerde Frederik Willem zich tot de Habsburgse keizer met wie hij op 22 december 1686 een bondgenootschap sloot. Om dit bondgenootschap zeker te stellen, nam Frederik Willem de rechten over Silezië over van de Habsburgers en de Habsburgers kregen er het gebied rond de stad Świebodzin in Pommeren wat toen nog bij Silezië hoorde, dat aan de Neumark grensde. Frederik III van Brandenburg, die aanwezig was bij de gesprekken als kroonprins, verzekerde de Habsburgers van de continuïteit van het bondgenootschap als hij de macht had. Hij schreef een amendement waarin stond dat hij Schwiebus terug zou geven aan de Habsburgers, wat hij in 1694 ook deed. Frederik III hield het bondgenootschap met de Habsburgers in stand tijdens zijn gehele regeerperiode. Hij liet zijn troepen een aantal keren tegen Frankrijk vechten. In 1693 sprak Frederik III over de mogelijkheid om het bondgenootschap met het Habsburgse hof in Wenen te verbreken. De eerste poging mislukte, maar het breken met de Habsburgers werd het centrale doel op zijn agenda.
De visie van het verlaten van het bondgenootschap diende niet een decoratief hoger doel, maar was volgens Frederik noodzakelijk om politieke competitie te voorkomen. Frederik III kreeg de functie van keurvorst en Maximiliaan I van Beieren kreeg de titel van keurvorst na de Dertigjarige Oorlog. Deze titel kreeg de Paltsgraaf van de Rijn bij de Vrede van Westfalen in 1648. Ernest August van het Keurvorstendom Hannover kreeg deze titel in 1692. De exclusiviteit van de titel van keurvorst veranderde doordat er nu negen keurvorsten waren in plaats van zeven. Doordat er zes wereldlijke dragers waren, was er ruimte voor nieuwe veranderingen. Van deze keurvorsten had August II van Polen de Keurvorst van Saksen de Poolse kroon in 1697 vergaard en het huis Hannover had de successierechten van de Britse troon veroverd. In de ogen van Frederik III betekende stagnatie van de status van de heerser een verlies aan macht. Deze visie werd gedeeld door de Europese vorsten en ze negeerden de eisen van Brandenburg-Pruisen bij de Vrede van Rijswijk in 1697.
Met het hertogdom Pruisen had Frederik III een soeverein gebied buiten het Heilige Roomse Rijk en hij had het plan om zichzelf als koning te kronen. Of het plan praktisch zou werken, werd door sommige adviseurs betwijfeld. De kroning was alleen waardevol als het erkend werd door andere Europese vorsten en de Roomse keizer was hiervan de belangrijkste. In 1699 waren er onderhandelingen met Keizer Leopold I die bondgenoten nodig had, omdat de Spaanse Successieoorlog op het punt van uitbreken stond. Op 16 november 1700 erkende de keizer Frederiks kroning met de ondertekening van het Krontraktat (Kroontractaat). Het Pools-Litouwse Gemenebest, de provincies van Koninklijk Pruisen en Emsland erkenden dat Frederik III de titel koning in Pruisen voerde, in plaats van koning van Pruisen. Groot-Brittannië en de Republiek erkenden om dezelfde redenen de kroning van Frederik.

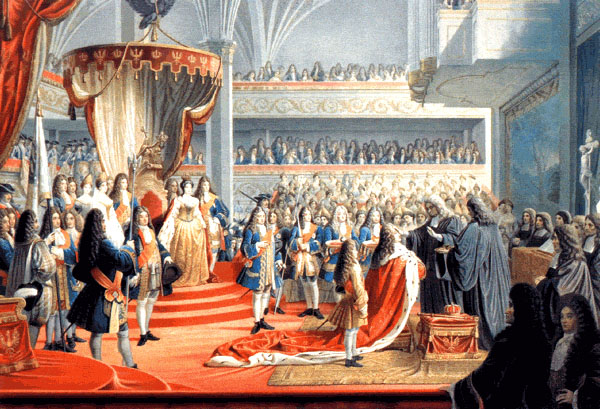
Inauguratie van Frederik III na zijn kroning als Koning in Pruisen in Koningsbergen, 1701.

Op 17 januari 1701 koos Frederik het koninklijke wapen: de zwarte adelaar en het motto Suum cuique (Jedem das Seine). Op 18 januari kroonde Frederik zichzelf en zijn vrouw Sophie Charlotte in een barokke ceremonie op het slot van Koningsbergen.
Op 26 januari feliciteerde August de Sterke Frederik, niet als koning van Polen maar als keurvorst van Saksen. In februari accepteerde Denemarken-Noorwegen Frederiks verandering in de Grote Noordse Oorlog en het Tsaardom Rusland erkende de nieuwe status in 1701. De meeste vorsten in het Heilige Roomse Rijk volgden deze lijn. Karel XII van Zweden accepteerde Frederik als Pruisische koning in 1703. In 1713 accepteerden ook Frankrijk en Spanje de koninklijke status.
De kroning werd niet erkend door de Teutoonse Orde die na de secularisatie van het hertogdom Pruisen in 1525 bij het verdrag van Warschau nog steeds claims op het gebied had. De grootmeester van de Duitse Orde tekende in het keizerlijke hof protest aan en de paus stuurde een brief naar alle katholieke heersers om Frederik niet te erkennen. Tot 1787 werd de Pruisische koning aangeduid als de markgraaf van Brandenburg. De Poolse en Litouwse edelen erkenden Frederik niet als koning, omdat ze Koninklijk Pruisen als onderdeel zagen van het gemenebest dat in gevaar kwam. In 1772 was het Pruisische koningschap erkend.

## Regering
In het midden van de 16e eeuw werd de markgraaf van Brandenburg afhankelijk van de standen (hovelingen, heren, ridders, steden, geen priesters volgens de Reformatie in 1538). De financiën en de belastinginkomsten werden beheerd door Kreditwerk, een instituut dat niet bestuurd werd door de keurvorst maar door het "Groot Commitee" (Großer Auschuß) van de staten. Dit was het gevolg van de concessies die Joachim II in 1541 gemaakt had in ruil voor financiële steun van de staten. Het Kreditwerk ging failliet tussen 1618 en 1625. De markgraven vonden dat ze hun veto tegen de staten moesten gebruiken in alle onderwerpen die beter of slechter voor het land waren in wettelijke zaken en het kopen of verkopen van land.
Om de invloed van de staten te beperken, benoemde Joachim II Hector van Brandenburg in 1604 een "Private raad voor de keurvorst", de Geheimer Rat für die Kurmark, waarin de staten moesten functioneren als het hoogste adviesorgaan voor de keurvorst. De raad was ingesteld in 1613, maar had geen invloed tot 1651 door de Dertigjarige Oorlog.
Tot na de Dertigjarige Oorlog waren de gebieden van Brandenburg-Pruisen in de praktijk onafhankelijk van elkaar en ze hadden een gelijke feodale heer. Frederik Willem zorgde voor de transformatie van de personele unie in een echte unie en centraliseerde de overheid van Brandenburg-Pruisen. Hij deed een poging om in 1651 de Geheimer Rat als een centraal machtsorgaan voor alle gebieden in te stellen, maar dit mislukte. De keurvorst bleef een regent met zijn gevolg (Kurfürstlicher Rat) die in elk gebied een aparte gouverneur aanstellen. Meestal was deze gouverneur lid van de Geheimer Rat. De krachtigste institutie in de gebieden bleven de regenten van de staten (Landständische Regierung) dat in Pruisen Oberratsstube werd genoemd en Geheime Landesregierung in Mark en Kleef. Dit waren de hoogste overheidsagenten over justitie, financiën en regering. De keurvorst probeerde de macht van regenten van de staten te verminderen door de Amtskammer aan te stellen om de domeinen, belastinginkomsten en privileges te beheren. Sommige belastingkamers werden geïntroduceerd in 1652 in Brandenburg, in Kleef en Mark in 1653, in Pommeren in 1654, in Pruisen in 1661 en in Maagdenburg in 1680. De Kreditwerk kwam in 1680 onder directe controle van de keurvorst.
De belasting op goederen (Akzise) van Frederik Willem verving vanaf 1667 in Brandenburg de belasting op onroerende goederen om zo het staande leger van Brandenburg-Pruisen te bekostigen en dit deed hij met steun van de standen. De nieuwe belasting werd door de keurvorst onafhankelijk van de standen opgebracht. De uitkomst van de Tweede Noordse Oorlog verstevigde het beleid van de keurvorst en het maakte een grondwetswijziging in Kleef en Mark 1660 en 1661 mogelijk. Hij stelde officieren aan die loyaal aan hem en onafhankelijk van de lokale standen waren. In het hertogdom Pruisen bevestigde hij de bestaande privileges in 1663. Later moest hij het accepteren dat deze privileges nooit gebruikt werden om te interveniëren in het het beleid van de keurvorstelijke soevereiniteit. Frederik Willem ontkende het privilege van de Pruisische staten om een veto uit te vaardigen over belastingmaatregelen die de keurvorst uitvaardigde. In 1656 was er een Akzise uitgevaardigd over goederen van de standen. De keurvorst kon met geweld geld ophalen zonder dat het goedgekeurd was door de standen. Het was voor het eerst sinds 1674 dat dit gebeurde. Vanaf 1704 hadden de Pruisische standen de facto hun rechten opgegeven om belastingmaatregelen van de keurvorst tegen te houden, terwijl ze er eigenlijk nog over moesten stemmen. In 1682 voerde de keurvorst een Akzise in Pommeren en in 1688 in Maagdenburg. In Kleef en Mark werd een Akzise ingevoerd tussen 1716 en 1720. Ondanks de hervormingen van Frederik Willem bleven de inkomsten van de staat tijdens zijn regeerperiode groeien. De kosten per hoofd van de bevolking waren twee keer zo groot als in Frankrijk.
Tijdens de heerschappij van Frederik II werd het grondgebied van Brandenburg-Pruisen teruggebracht tot provincies. In het testament van Frederik Willem zou Brandenburg-Pruisen verdeeld worden onder zijn zonen. De oudste zoon Frederik III wist dat de opvolging als enige opvolger zeker was gesteld door het verdrag van Gera. Dit verdrag zorgde ervoor dat het gebied niet verdeeld zou worden onder de zonen van de Hohenzollern. In 1689 ontstond er een nieuwe centrale kamer voor alle Brandenburg-Pruisen de Geheime Hofkammer vanaf 1713 de Generalfinanzdirektorium genoemd. Deze kamer werkte als een superieure dienst van de gebieden van de Amtskammer kamers. Het Generale Oorlogscommissariaat (Generalkriegskommissariat) ontstond als een tweede raad superieur aan het Kriegskommissariat. Deze dienst was behelsd met het bestuur van het leger. Tot 1712 werd deze dienst veranderd in een dienst die ging over de belastingen en de politietaken.

### Kaart

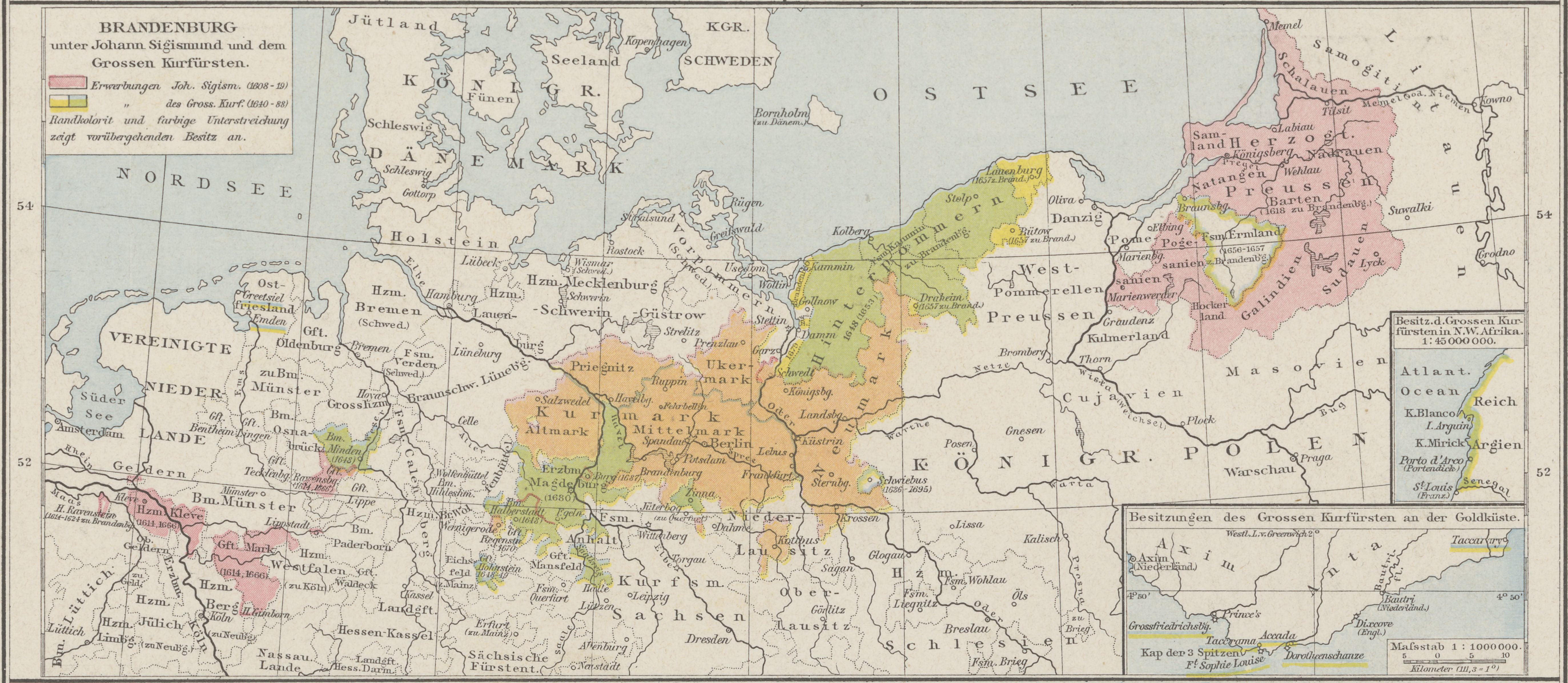
Brandenburg-Pruisen oranje: keurvorstendom Brandenburg rood: onder Johan Sigismund, groen/geel: onder Frederik Willem I

### Lijst van gebieden met datum van verkrijgen
- mark Brandenburg (kerngebied, keurvorst van het Heilige Roomse Rijk)
- hertogdom Kleef (verkregen bij het Verdrag van Xanten 1614)
- graafschap Mark (verkregen bij het Verdrag van Xanten 1614)
- graafschap Ravensberg (in 1618 verkregen bij het Verdrag van Xanten 1614)
- land van Ravenstein (verkregen bij het Verdrag van Xanten 1614)
- hertogdom Pruisen (opgevolgd als Pruisische hertog en vazal van Polen, Zweedse vazal in 1656, (Verdrag van Koningsbergen), soeverein sinds 1656 (Verdrag van Lablau met Zweden) en 1657 (Verdrag van Waiblau-Bromberg met Polen-Litouwen) bevestigd in 1660 met de Vrede van Oliva)
- vorstendom Minden (Vrede van Westfalen 1648)
- vorstendom Halberstadt (Vrede van Westfalen 1648)
- hertogdom Pommeren (deels) (Verdrag van Grimnitz 1629 titulair), (Vrede van Westfalen 1648 titulair), (Verdrag van Stettin gedeeltelijke inname 1653), (Verdrag van Saint-Germain-en-Laye (1679) iets uitgebreid)
  - prinsbisdom Kammin
- prinsbisdom Emsland (Verdrag van Koningsberg 1656 Zweedse vazal , soeverein vanaf 1656 (Verdrag van Lablau) verloren in 1657 verdrag van Wehlau-Blomberg)
- Lauenburg en Bütow (Verdrag van Bromberg 1657)
- Starostei Draheim (Verdrag van Bromberg 1657)
- aartsbisdom Maagdenburg (1680 na het overlijden van August van Saksen, was al aan Brandenburg-Pruisen toegezegd bij de Vrede van Westfalen)

## Religie en immigratie

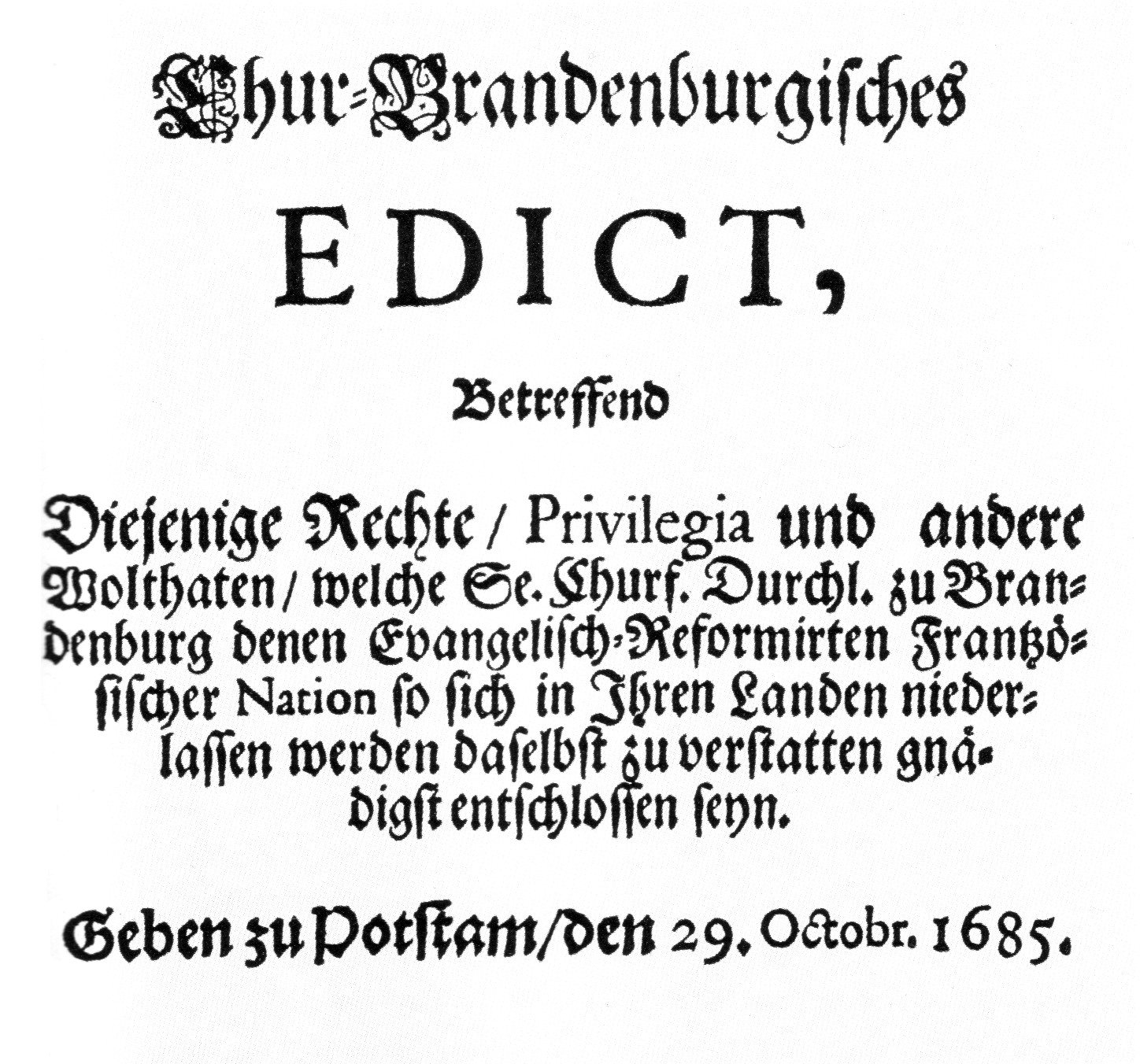
Het Edict van Potsdam

In 1613 bekeerde Johan Sigismund zich van het lutheranisme naar het calvinisme. Het lukte hem niet om de leden van de standen volgens Cuius regio, eius religio te bekeren. Op 5 februari 1615 verzekerde hij de Lutheranen van religieuze vrijheid. Het keurvorstelijke hof bleef het Calvinisme trouw. Frederik Willem I probeerde tijdens zijn regeerperiode de economie van Brandenburg-Pruisen minder op oorlog te laten drijven. Dit deed hij door allerlei personen uit Europa religieus asiel aan te bieden volgens het Edict van Potsdam. Hierdoor trok de keurvorst meer dan 15.000 hugenoten aan.

## Marine en kolonie
Brandenburg-Pruisen ontwikkelde een marine en kreeg kolonies tijdens de heerschappij van Frederik Willem "de Grote keurvorst" die tijdens zijn jeugd in het Pommerse hof, zijn verblijf van de havensteden Wolgast van 1631 tot 1633 en Stettin van 1633 tot 1635, en zijn studie in Leiden en Den Haag van 1635 tot 1638. Toen Frederik Willem in 1640 keurvorst van Brandenburg werd, liet hij Nederlandse ingenieurs naar Brandenburg komen. Brandenburgse ingenieurs mochten op hun beurt in Nederland studeren. In 1646 trouwde hij met Louise Henriëtte van Oranje-Nassau. Na de Dertigjarige Oorlog probeerde Frederik Willem geld bij elkaar te rapen om het land opnieuw op te bouwen. Dit wilde hij doen door middel van overzeese handel en hij probeerde een Brandenburgs-Pruisische Oost-Indische Compagnie op te zetten. Hij stelde de Nederlandse admiraal Aernoult Gijsels van Lier als adviseur aan. Hij probeerde de keizer van het Heilige Roomse Rijk en Duitse prinsen ertoe te verleiden om ook in zee te gaan. De keizer gaf geen gehoor aan de oproep omdat hij bang was dat hij de belangen van andere Europese landen zou schaden. In 1651, kocht Frederik Willem het Deense Fort Dansborg voor 120.000 rijksdaalder. Omdat het Frederik Willem niet lukte om dit bedrag te betalen, vroeg hij aan een aantal personen en Hanzesteden om te investeren in dit project. Omdat niemand het bedrag wilde betalen, werd het verdrag met Denemarken ontbonden.

### Marine
In 1675 na de Slag bij Fehrbellin en het verwerven van Zweeds-Pommeren tijdens de Schoonse Oorlog besloot Frederik Willem om de marine te ontwikkelen. Hij schakelde de handelaar en scheepseigenaar Benjamin Raule in als adviseur. Hij ging na een personeel bezoek van Frederik Willem in 1675 in Brandenburg wonen en hij werd de belangrijkste figuur in het maritieme en koloniale programma van Brandenburg-Pruisen. De marine van Brandenburg-Pruisen ontwikkelde zich uit schepen die Frederik Willem van Raule leende. Hij behaalde zijn eerste overwinningen tegen Zweden in de slag bij Stralsund, Stettin en de invasie van Rugen. In Pillau op de Oost-Pruische kust ontwikkelde Raule scheepswerven en havenfaciliteiten.
Na het verdrag van Saint-Germain-en-Laye in 1679 was de Brandenburg-Pruisische marine eraan gewend om Zweedse schepen te kapen in de Oostzee. In 1680 kaapten zes Brandenburg-Pruisische schepen het Spaanse schip Carolus Secundus bij Oostende om de Spanjaarden te dwingen de afgesproken bedragen te betalen. Het Spaanse schip werd hernoemd Markgraf von Brandenburg ("Markgraaf van Brandenburg") en werd het vlaggenschip van de Atlantische vloot. Het schip werd ingezet op de Spaanse zilvervloot, maar dit bleek geen succes te zijn. In de jaren daarop werd de marine uitgebreid. De politiek van het lenen van schepen werd afgeschaft en vervangen door het zelf bouwen van de schepen of door schepen te kapen. Op 1 oktober 1684 kocht Frederik Willem voor 110.000 daalders alle schepen die hij voorheen leende. In 1684 verving het Oost-Friese Emden Baltiejsk als de belangrijkste haven van Brandenburg-Pruisen. De scheepswerf, het admiraalshuis en de houten kerk van de mariniers werd verplaatst naar Emden. Emden was nog geen onderdeel van Brandenburg-Pruisen, maar de keurvorst bezat het nabijgelegen kasteel Greetsiel en hij onderhandelde een overeenkomst met het dorp om barakken en een haven te bezitten.

### Groß-Friedrichsburg en Goudkust, West Afrika

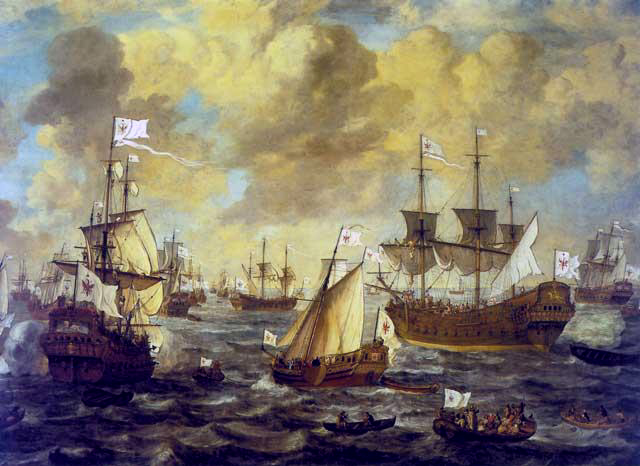
De Brandenburgse marine op open zee door Lieve Pietersz Verschuir, 1684.

In 1679 presenteerde Raule een plan aan Frederik Willem om koloniën te stichten in het Afrikaanse Guinee. De keurvorst stemde ermee in. In juli 1680 gaf Frederik Willem het bevel dat twee schepen uitgezocht mochten worden om handelscontacten met de Afrikaanse stammen te leggen en te ontdekken waar het beste een kolonie gesticht kon worden. Op 17 september voeren de fregatten Wappen von Brandenburg ("Wapen van Brandenburg") en Morian (poëtisch voor "Moor", "Negro") uit naar Guinee. De schepen bereikten Guinee in januari 1681. Nadat de bemanning van de Wappen von Brandenburg een vat met rum aan de Afrikanen verkochten op gebied dat door de Nederlandse West-Indische Compagnie geclaimd werd. Het
schip werd in maart geconfisqueerd. De bemanning van het andere schip Morian wist drie Guinese stamhoofden op 16 mei een verdrag te laten tekenen voordat de Hollanders het fregat uit de kustwateren verbanden. Het verdrag, officieel een handelsovereenkomst, beschreef dat de stamhoofden onderworpen werden aan het gezag van Frederik Willem. Dit verdrag gaf Frederik Willem de mogelijkheid om een fort te bouwen. Dit was het begin van de Brandenburg-Pruisische koloniën.
Om de koloniale expansie te faciliteren werd de Brandenburgse Afrikaanse Compagnie (Kurfurstliche Afrikanisch-Brandenburgische Compagnie) op 7 maart 1682 opgericht. Het hoofdkwartier was in Berlijn met scheepswerven in Pillau en vanaf 1683 in Emden. Tijdens het bestaan van de compagnie was ze ondergefinancierd. De expedities werden betaald met privékapitaal van onder anderen Frederik Willem en Raule. In juli 1682 werd er een expeditie onder leiding van de Oost-Pruisische officier Otto Friedrich von der Groeben naar Guinea gestuurd om Fort Groß-Friedrichsburg te bouwen. Op 24 februari 1684 werd er een nieuw verdrag gesloten tussen Guinese stamleiders en de vertegenwoordigers van Brandenburg-Pruisen waarin werd vastgelegd dat de Brandenburgers een tweede fort mochten bouwen in het naburige Accada. Het fort werd Fort Dorotheenschanze genaamd naar Frederik Willems tweede vrouw. Op 4 februari 1685 werd een verdrag geschreven met de stamhoofden van Taccararay dertig kilometer van Großfriedrichsburg. Een vierde fort, Fort Loge or Sophie-Louise-Schanze, werd gebouwd bij een rivier bij het dorp Taccrama tussen Großfriedrichsburg en Dorotheenschanze. In totaal had de compagnie vijftig kilometer kustlijn en het werd niet uitgebreid naar het binnenland.

### Arguin

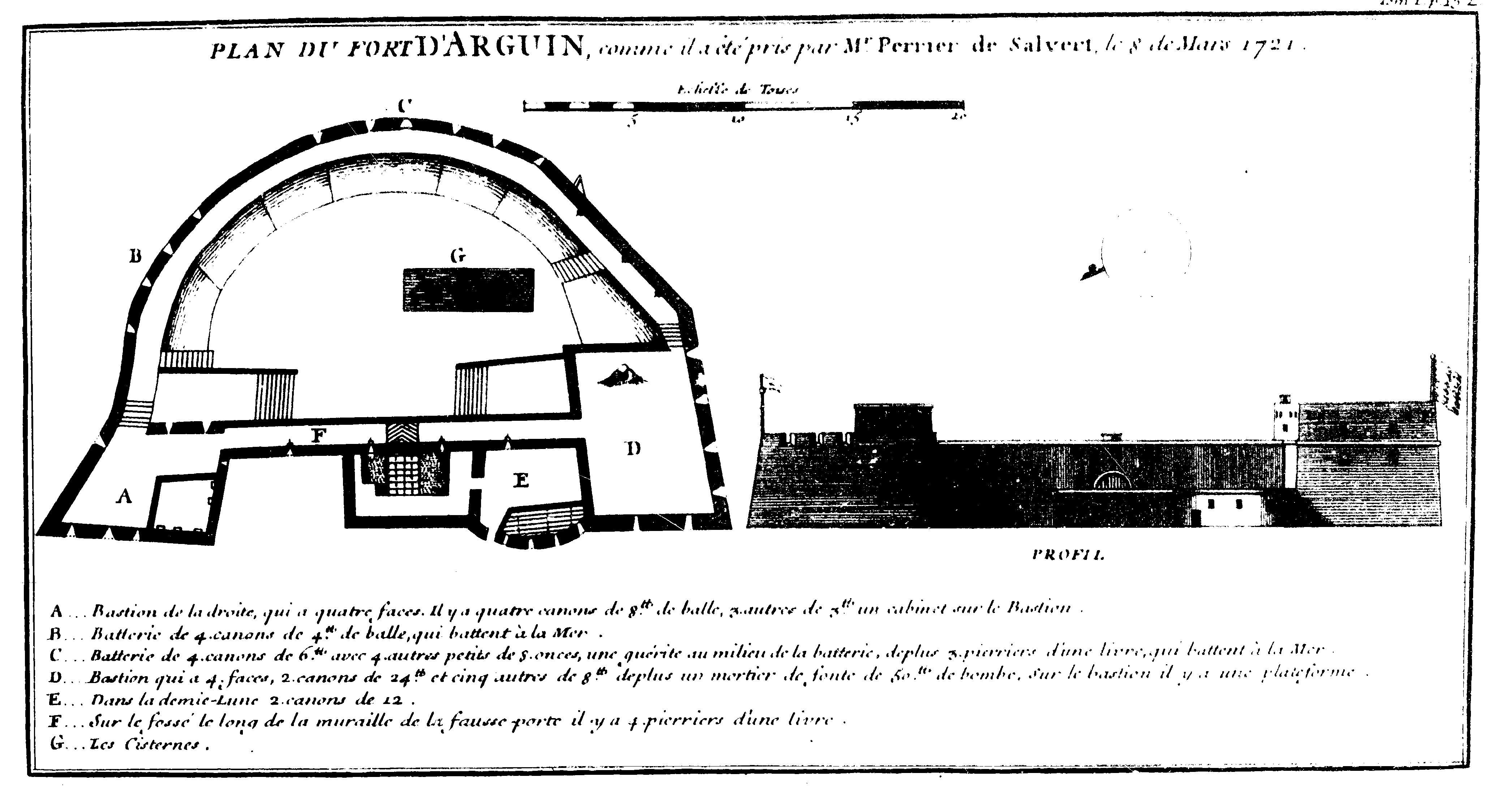
Fort Arguin (1721)

Er werd een tweede kolonie op de eilandengroep Arguin voor de Afrikaanse kust gesticht. In tegenstelling tot de kolonie in Guinee, was Arguin al eerder een kolonie van Europeanen geweest. Portugal had in 1520 een fort op het grootste eiland gebouwd. Het was een Portugese kolonie tot Portugal in 1580 onder Spaans gezag kwam te staan. In 1638 werd de eilandengroep ingenomen door de Republiek. In 1678 werd het gebied door Frankrijk ingenomen, maar door de hoge kosten verlieten de Fransen deze eilandengroep en vernielden ze het fort. Op 27 juli 1685 werd er een expeditie uitgevaardigd door Frederik Willem en Raule en deze expeditie nam op 1 oktober bezit van de vrijgekomen kolonie. Het door de Fransen verwoeste fort werd opnieuw opgebouwd en er werden contracten met de plaatselijke bevolking getekend. De Fransen stuurden in het najaar van 1687 een expeditie met het doel om de kolonie opnieuw te veroveren. Het Franse schip en een kleinere boot werden door de Brandenburg-Pruisische troepen teruggedrongen. De overwinning verbeterde de relaties met de plaatselijke bevolking, vooral diegenen die door de Fransen tot slaaf waren gemaakt. Toen bleek dat Arguin niet zo economisch belangrijk werd als Großfriedrichsburg, werd de kolonie een belangrijke haven voor hout.

### Caraïben
De Afrikaanse koloniën maakten het mogelijk dat Brandenburg-Pruisen mee kon doen in de Trans-Atlantische driehoekshandel en er ontstond een eigen handelspost in de Caraïbische Zee. In 1684 nam Brandenburg-Pruisen de Franse eilanden Saint Croix en Saint Vincent in bezit. In november 1685 mislukte een poging om de kolonie Saint Thomas van Noorwegen-Denemarken in te nemen en werd een Brandenburg-Deense overeenkomst gesloten waarin stond dat de Brandenburg Afrikaanse Compagnie een deel van Saint Thomas voor dertig jaar mocht huren. Het eiland bleef onderdeel van de Deense West-Indische Compagnie. Het eerste Brandenburgse schip kwam in 1686 aan met 450 Slaven uit Groß-Friedrichsburg. Brandenburg-Pruisen kreeg het gebied rond de hoofdstad Charlotte Amalie toen Brandenburgery geheten en andere verder naar het westen gelegen gebieden, Krum Bay en Bordeaux Estates genaamd in bruikleen. In 1688 leefden er driehonderd Europeanen en een groot aantal slaven in de Brandenburgse gebieden. In november 1695 landden er Franse troepen op het Brandenburgse deel van de kolonie. In 1731 raakte de Brandenburg-Pruisische Compagnie op Saint Thomas buiten gebruik en het eiland werd in 1735 verlaten. De restanten werden bij opbod verkocht in 1738.
Brandenburg-Pruisen probeerde Crab Island voor de kust van Guyana in 1687 in te nemen, maar het eiland werd ook geclaimd door Denemarken, Groot-Brittannië en Spanje. Een tweede expeditie in 1692 had geen succes omdat het eiland al door de Denen was bezet en het plan werd afgeblazen. In 1689 annexeerde Brandenburg-Pruisen Peter Island. Het kleine rotsachtige eiland bleek echter onmogelijk om handel te drijven. In 1691 tekenden Brandenburg-Pruisen en het Hertogdom Koerland en Semgallen een verdrag waarin stond dat het eiland Tobago verdeeld werd. Het hertogdom Koerland was niet meer op het eiland aanwezig toen het eiland geclaimd werd door Groot-Brittannië. Het verdrag werd vernietigd en onderhandelingen met de Britten resulteerden niet in een overeenkomst. In 1695 probeerde Brandenburg-Pruisen het eiland te veroveren, maar de Britten ontkenden de Duitse nederzetting. Groot-Brittannië weigerde de Brandenburgers in 1697 Sint Eustatius als compromis aan te bieden.